# هيرفيه مولان
هيرفيه مولان (بالفرنسية: Hervé Moulin)‏ هو رياضياتي واقتصادي فرنسي، ولد في 1 أغسطس 1950 في باريس في فرنسا.